# Phaenolobus
Phaenolobus is een geslacht van insecten uit de orde vliesvleugeligen (Hymenoptera) en de familie Ichneumonidae.

## Soorten
- P. amurensis Kasparyan & Khalaim, 2007
- P. antennator Kasparyan & Khalaim, 2007
- P. araxicola Kasparyan, 1985
- P. areolator (Constantineanu & Constantineanu, 1968)
- P. arvernus Piton, 1940
- P. atrator (Constantineanu & Pisica, 1977)
- P. clavicornis (Schmiedeknecht, 1900)
- P. cornutus Viktorov, 1962
- P. fraudator Bauer, 1961
- P. fulvicornis (Gravenhorst, 1829)
- P. hilalii Kolarov & Gurbuz, 2010
- P. koreanus Uchida, 1932
- P. kuroashii Uchida, 1955
- P. longinotaulices Wang, 1982
- P. luctator Viktorov, 1968
- P. maior Szepligeti, 1914
- P. maruyamensis Uchida, 1932
- P. melanus Sheng & Sun, 2010
- P. mucronatus (Constantineanu & Constantineanu, 1968)
- P. nigripennis (Gravenhorst, 1829)
- P. quadratareas Wang, 1992
- P. rusticus (Kriechbaumer, 1896)
- P. saltans (Gravenhorst, 1829)
- P. terebrator (Scopoli, 1763)
- P. tsunekii Uchida, 1955